# Seneszal
Seneszal (fr. sénéchal, łac. senescalcus, senescallus, seniscalcus lub siniscalcus) – najwyższy rangą dostojnik świecki w państwie Franków, a później we Francji, od likwidacji urzędu majordoma przez Pepina Krótkiego w 751 roku. Słowo pochodzi z języka pragermańskiego, gdzie oznaczało starszego sługę (sini- – „starszy” + skalk – „sługa”).
Urzędnik, noszący tytuł seneszala, zastępował króla w czasie jego nieobecności we wszystkich sprawach cywilnych, sądowniczych i wojskowych. Ponadto pełnił rolę przełożonego dworu i wszystkich dworskich urzędników, sprawował także kontrolę nad administracją domeny. Na przełomie XI i XII wieku przejął obowiązki, pierwotnie mu podległego, cześnika, od tej pory podlegały mu kwestie gospodarcze. Od tego momentu także zaczęto w tekstach łacińskich nazywać seneszala terminem dapifer, który przedtem służył do określania cześnika.
W związku z ogromem władzy, jaką zapewniało stanowisko seneszala, Filip II August przestał mianować nowych seneszali dworskich, choć formalnie urząd nigdy nie został skasowany.
Również książęta terytorialni mianowali własnych seneszali, na wzór seneszali królewskich. Wraz z wcieleniem poszczególnych księstw do domeny królewskiej nie likwidowano urzędów seneszali książęcych, lecz przekształcano ich w dziedzicznych urzędników administracji prowincjonalnej (np. Jean de Joinville, biograf Ludwika Świętego, był dziedzicznym seneszalem Szampanii). Królowie tworzyli także nowe seneszalie, które szybko stały się podstawową jednostką zarządu domenalnego, szczególnie na południe od Loary (na północy analogiczną rolę pełniły baliwaty).
W zakonach rycerskich seneszal był zastępcą wielkiego mistrza.